# Мрозовська Єлена
Єлена Лукінічна Мрозовська (уроджена Княжевич, померла 1941) — одна з перших професійних російських фотографок чорногірського походження.

## Життя та кар'єра
Мрозовська спочатку працювала вчителькою і продавчинею. У 1892 році закінчила фотографічні курси V Відділу світлопису при Руському технічному товаристві. Завершила свою освіту в Парижі у Надара, захоплювалась художньою фотографією. Повертаючись у Санкт-Петербург, вона відкрила студію в 1894 році. У 1920 році жила в районі Серово. Померла у 1941 році в Репіно.

## Фото
Мрозовська фотографувала Миколу Римського-Корсакова, Матильду Кшесинську, Віра Коміссаржевську та інших художників, письменників та акторів того часу. Виграла бронзову медаль на Міжнародній виставці в Стокгольмі в 1897 і срібну медаль на Всесвітній виставці 1900 року в Парижі, також брала участь у всесвітній виставці в Льєжі в 1905 році. Дійсна членкиня Імператорського Технічного товариства.

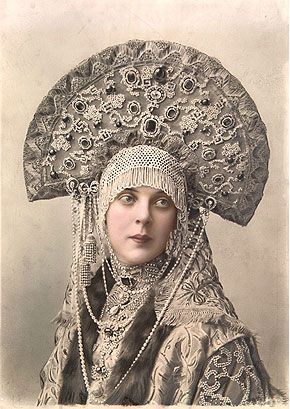
Княгиня Ольга Орлова на балу у 1903 році

Серед відомих робіт — фото книгині Ольги Орлової з кокошником для балу у Зимовому палаці у 1903 році, портрет дівчинки 1909 року. Роботи зберігаються в Ермітажі, Московському будинку фотографії, Санкт-Петербурзькій консерваторії, Музеї музичної культури в Москві, а також в колекціях Російського державного архіву літератури та мистецтв .